# Interlands Slowaaks voetbalelftal 2020-2029
Deze pagina toont een chronologisch en gedetailleerd overzicht van de interlands die het Slowaaks voetbalelftal speelt en heeft gespeeld in de periode 2020 – 2029.

## Interlands

### 2020
|                                                                                     |                  |       |                                                           |                                                                                              |
| 4 september UEFA Nations League Groep B2 № 293 «onderlinge duels» 20:45 uur (UTC+2) | Slowakije        | 1 – 3 | Tsjechië                                                  | Národný futbalový štadión, Bratislava Toeschouwers: 0 Scheidsrechter: Andris Treimanis (LVA) |
| 4 september UEFA Nations League Groep B2 № 293 «onderlinge duels» 20:45 uur (UTC+2) | Ivan Schranz 88' |       | 48' Vladimír Coufal 53' Bořek Dočkal 86' Michael Krmenčík | Národný futbalový štadión, Bratislava Toeschouwers: 0 Scheidsrechter: Andris Treimanis (LVA) |

|                                                                                     |                    |       |                  |                                                                                |
| 7 september UEFA Nations League Groep B2 № 294 «onderlinge duels» 21:45 uur (UTC+3) | Israël             | 1 – 1 | Slowakije        | Netanjastadion, Netanja Toeschouwers: 0 Scheidsrechter: Nikola Dabanović (MNE) |
| 7 september UEFA Nations League Groep B2 № 294 «onderlinge duels» 21:45 uur (UTC+3) | Ilay Elmkies 90+1' |       | 14' Michal Ďuriš | Netanjastadion, Netanja Toeschouwers: 0 Scheidsrechter: Nikola Dabanović (MNE) |

|                                                                               |                                                         |              |                                                       |                                                                                            |
| 8 oktober EK-kwalificatie Play-off № 295 «onderlinge duels» 20:45 uur (UTC+2) | Slowakije                                               | 0 – 0 (n.v.) | Ierland                                               | Národný futbalový štadión, Bratislava Toeschouwers: 0 Scheidsrechter: Clément Turpin (FRA) |
| 8 oktober EK-kwalificatie Play-off № 295 «onderlinge duels» 20:45 uur (UTC+2) |                                                         |              |                                                       | Národný futbalový štadión, Bratislava Toeschouwers: 0 Scheidsrechter: Clément Turpin (FRA) |
| 8 oktober EK-kwalificatie Play-off № 295 «onderlinge duels» 20:45 uur (UTC+2) | Strafschoppen                                           |              |                                                       | Národný futbalový štadión, Bratislava Toeschouwers: 0 Scheidsrechter: Clément Turpin (FRA) |
| 8 oktober EK-kwalificatie Play-off № 295 «onderlinge duels» 20:45 uur (UTC+2) | Marek Hamšík Patrik Hrošovský Lukáš Haraslín Ján Greguš | 4 – 2        | Conor Hourihane Robbie Brady Alan Browne Matt Doherty | Národný futbalový štadión, Bratislava Toeschouwers: 0 Scheidsrechter: Clément Turpin (FRA) |

|                                                                                    |                  |       |           |                                                                           |
| 11 oktober UEFA Nations League Groep B2 № 296 «onderlinge duels» 19:45 uur (UTC+1) | Schotland        | 1 – 0 | Slowakije | Hampden Park, Glasgow Toeschouwers: 93 Scheidsrechter: Davide Massa (ITA) |
| 11 oktober UEFA Nations League Groep B2 № 296 «onderlinge duels» 19:45 uur (UTC+1) | Lyndon Dykes 54' |       |           | Hampden Park, Glasgow Toeschouwers: 93 Scheidsrechter: Davide Massa (ITA) |

|                                                                                    |                                 |       |                                                 |                                                                                               |
| 14 oktober UEFA Nations League Groep B2 № 297 «onderlinge duels» 20:45 uur (UTC+2) | Slowakije                       | 2 – 3 | Israël                                          | Štadión Antona Malatinského, Trnava Toeschouwers: 0 Scheidsrechter: Alejandro Hernández (ESP) |
| 14 oktober UEFA Nations League Groep B2 № 297 «onderlinge duels» 20:45 uur (UTC+2) | Marek Hamšík 16' Róbert Mak 38' |       | 68' Eran Zahavi 76' Eran Zahavi 89' Eran Zahavi | Štadión Antona Malatinského, Trnava Toeschouwers: 0 Scheidsrechter: Alejandro Hernández (ESP) |

|                                                                                      |                           |              |                                   |                                                                             |
| 12 november EK-kwalificatie Finale play-off № 298 «onderlinge duels» 19:45 uur (UTC) | Noord-Ierland             | 1 – 2 (n.v.) | Slowakije                         | Windsor Park, Belfast Toeschouwers: 1.060 Scheidsrechter: Felix Brych (GER) |
| 12 november EK-kwalificatie Finale play-off № 298 «onderlinge duels» 19:45 uur (UTC) | Milan Škriniar 88' (e.d.) |              | 17' Juraj Kucka 110' Michal Ďuriš | Windsor Park, Belfast Toeschouwers: 1.060 Scheidsrechter: Felix Brych (GER) |

|                                                                                     |                |       |           |                                                                                         |
| 15 november UEFA Nations League Groep B2 № 299 «onderlinge duels» 15:00 uur (UTC+1) | Slowakije      | 1 – 0 | Schotland | Štadión Antona Malatinského, Trnava Toeschouwers: 0 Scheidsrechter: István Kovács (ROU) |
| 15 november UEFA Nations League Groep B2 № 299 «onderlinge duels» 15:00 uur (UTC+1) | Ján Greguš 32' |       |           | Štadión Antona Malatinského, Trnava Toeschouwers: 0 Scheidsrechter: István Kovács (ROU) |

|                                                                                     |                                      |       |           |                                                                                |
| 15 november UEFA Nations League Groep B2 № 300 «onderlinge duels» 20:45 uur (UTC+1) | Tsjechië                             | 2 – 0 | Slowakije | Stadion města Plzně, Pilsen Toeschouwers: 0 Scheidsrechter: Cüneyt Çakır (TUR) |
| 15 november UEFA Nations League Groep B2 № 300 «onderlinge duels» 20:45 uur (UTC+1) | Tomáš Souček 17' Zdenek Ondrášek 55' |       |           | Stadion města Plzně, Pilsen Toeschouwers: 0 Scheidsrechter: Cüneyt Çakır (TUR) |

### 2021
|                                                                             |        |       |           |                                                                               |
| 24 maart WK-kwalificatie Groep H № 301 «onderlinge duels» 21:45 uur (UTC+2) | Cyprus | 0 – 0 | Slowakije | GSP-stadion, Nicosia Toeschouwers: 0 Scheidsrechter: Aleksandar Stavrev (MKD) |
| 24 maart WK-kwalificatie Groep H № 301 «onderlinge duels» 21:45 uur (UTC+2) |        |       |           | GSP-stadion, Nicosia Toeschouwers: 0 Scheidsrechter: Aleksandar Stavrev (MKD) |

|                                                                             |                                      |       |                                    |                                                                                          |
| 27 maart WK-kwalificatie Groep H № 302 «onderlinge duels» 20:45 uur (UTC+1) | Slowakije                            | 2 – 2 | Malta                              | Štadión Antona Malatinského, Trnava Toeschouwers: 0 Scheidsrechter: Harald Lechner (AUT) |
| 27 maart WK-kwalificatie Groep H № 302 «onderlinge duels» 20:45 uur (UTC+1) | David Strelec 49' Milan Škriniar 53' |       | 16' Luke Gambin 20' Alex Satariano | Štadión Antona Malatinského, Trnava Toeschouwers: 0 Scheidsrechter: Harald Lechner (AUT) |

|                                                                             |                                   |       |                     |                                                                                                   |
| 30 maart WK-kwalificatie Groep H № 303 «onderlinge duels» 20:45 uur (UTC+2) | Slowakije                         | 2 – 1 | Rusland             | Štadión Antona Malatinského, Trnava Toeschouwers: 0 Scheidsrechter: Carlos del Cerro Grande (ESP) |
| 30 maart WK-kwalificatie Groep H № 303 «onderlinge duels» 20:45 uur (UTC+2) | Milan Škriniar 38' Róbert Mak 74' |       | 71' Mário Fernandes | Štadión Antona Malatinského, Trnava Toeschouwers: 0 Scheidsrechter: Carlos del Cerro Grande (ESP) |

|                                                                     |                 |       |                  |                                                                                    |
| 1 juni Vriendschappelijk № 304 «onderlinge duels» 18:00 uur (UTC+2) | Bulgarije       | 1 – 1 | Slowakije        | Josko Arena, Ried im Innkreis Toeschouwers: 0 Scheidsrechter: Walter Altmann (AUT) |
| 1 juni Vriendschappelijk № 304 «onderlinge duels» 18:00 uur (UTC+2) | Atanas Iliev 9' |       | 27' László Bénes | Josko Arena, Ried im Innkreis Toeschouwers: 0 Scheidsrechter: Walter Altmann (AUT) |

|                                                                     |            |       |           |                                                                                   |
| 6 juni Vriendschappelijk № 305 «onderlinge duels» 17:30 uur (UTC+2) | Oostenrijk | 0 – 0 | Slowakije | Ernst Happelstadion, Wenen Toeschouwers: 3.000 Scheidsrechter: Urs Schnyder (SUI) |
| 6 juni Vriendschappelijk № 305 «onderlinge duels» 17:30 uur (UTC+2) |            |       |           | Ernst Happelstadion, Wenen Toeschouwers: 3.000 Scheidsrechter: Urs Schnyder (SUI) |

| EK 2020 |
| ------- |

|                                                                         |                   |         |                                                 | |
| 14 juni EK-eindronde Groep E № 306 «onderlinge duels» 19:00 uur (UTC+3) | Polen             | 1 – 2   | Slowakije                                       | Krestovskistadion, Sint-Petersburg Toeschouwers: 12.862 Scheidsrechter: Ovidiu Haţegan (ROU) Video-assistent: Marco Di Bello (ITA) |
| 14 juni EK-eindronde Groep E № 306 «onderlinge duels» 19:00 uur (UTC+3) | Karol Linetty 46' | Verslag | 18' (e.d.) Wojciech Szczęsny 69' Milan Škriniar | Krestovskistadion, Sint-Petersburg Toeschouwers: 12.862 Scheidsrechter: Ovidiu Haţegan (ROU) Video-assistent: Marco Di Bello (ITA) |

|                                                                         |                          |         |           | |
| 18 juni EK-eindronde Groep E № 307 «onderlinge duels» 16:00 uur (UTC+3) | Zweden                   | 1 – 0   | Slowakije | Krestovskistadion, Sint-Petersburg Toeschouwers: 11.525 Scheidsrechter: Daniel Siebert (GER) Video-assistent: Marco Fritz (GER) |
| 18 juni EK-eindronde Groep E № 307 «onderlinge duels» 16:00 uur (UTC+3) | Emil Forsberg 77' (pen.) | Verslag |           | Krestovskistadion, Sint-Petersburg Toeschouwers: 11.525 Scheidsrechter: Daniel Siebert (GER) Video-assistent: Marco Fritz (GER) |

|                                                                         |           |         | | |
| 23 juni EK-eindronde Groep E № 308 «onderlinge duels» 18:00 uur (UTC+2) | Slowakije | 0 – 5   | Spanje | Estadio de La Cartuja, Sevilla Toeschouwers: 11.204 Scheidsrechter: Björn Kuipers (NED) Video-assistent: Pol van Boekel (NED) |
| 23 juni EK-eindronde Groep E № 308 «onderlinge duels» 18:00 uur (UTC+2) |           | Verslag | 30' (e.d.) Martin Dúbravka 45+3' Aymeric Laporte 56' Pablo Sarabia 67' Ferran Torres 71' (e.d.) Juraj Kucka | Estadio de La Cartuja, Sevilla Toeschouwers: 11.204 Scheidsrechter: Björn Kuipers (NED) Video-assistent: Pol van Boekel (NED) |

|  |  |  |  |  |  |  |  |  |

|                                                                                |                      |       |                    | |
| 1 september WK-kwalificatie Groep H № 309 «onderlinge duels» 20:45 uur (UTC+2) | Slovenië             | 1 – 1 | Slowakije          | Stožicestadion, Ljubljana Toeschouwers: 4.034 Scheidsrechter: István Kovács (ROU) Video-assistent: Christian Dingert (GER) |
| 1 september WK-kwalificatie Groep H № 309 «onderlinge duels» 20:45 uur (UTC+2) | Petar Stojanović 42' |       | 32' Róbert Boženík | Stožicestadion, Ljubljana Toeschouwers: 4.034 Scheidsrechter: István Kovács (ROU) Video-assistent: Christian Dingert (GER) |

|                                                                                |           |                      |         | |
| 4 september WK-kwalificatie Groep H № 310 «onderlinge duels» 20:45 uur (UTC+2) | Slowakije | 0 – 1                | Kroatië | Národný futbalový štadión, Bratislava Toeschouwers: 9.047 Scheidsrechter: Bartosz Frankowski (POL) Video-assistent: Paweł Gil (POL) |
| 4 september WK-kwalificatie Groep H № 310 «onderlinge duels» 20:45 uur (UTC+2) |           | 86' Marcelo Brozović |         | Národný futbalový štadión, Bratislava Toeschouwers: 9.047 Scheidsrechter: Bartosz Frankowski (POL) Video-assistent: Paweł Gil (POL) |

|                                                                                |                                       |       |        | |
| 7 september WK-kwalificatie Groep H № 311 «onderlinge duels» 20:45 uur (UTC+2) | Slowakije                             | 2 – 0 | Cyprus | Národný futbalový štadión, Bratislava Toeschouwers: 6.762 Scheidsrechter: Aliyar Ağayev (AZE) Video-assistent: Massimiliano Irrati (ITA) |
| 7 september WK-kwalificatie Groep H № 311 «onderlinge duels» 20:45 uur (UTC+2) | Ivan Schranz 55' Martin Koscelník 77' |       |        | Národný futbalový štadión, Bratislava Toeschouwers: 6.762 Scheidsrechter: Aliyar Ağayev (AZE) Video-assistent: Massimiliano Irrati (ITA) |

|                                                                              |                           |       |           | |
| 8 oktober WK-kwalificatie Groep H № 312 «onderlinge duels» 21:45 uur (UTC+3) | Rusland                   | 1 – 0 | Slowakije | Ak Bars Arena, Kazan Toeschouwers: 9.588 Scheidsrechter: Antonio Mateu Lahoz (ESP) Video-assistent: Juan Martínez Munuera (ESP) |
| 8 oktober WK-kwalificatie Groep H № 312 «onderlinge duels» 21:45 uur (UTC+3) | Milan Škriniar 24' (e.d.) |       |           | Ak Bars Arena, Kazan Toeschouwers: 9.588 Scheidsrechter: Antonio Mateu Lahoz (ESP) Video-assistent: Juan Martínez Munuera (ESP) |

|                                                                               |                                     |       |                                     | |
| 11 oktober WK-kwalificatie Groep H № 313 «onderlinge duels» 20:45 uur (UTC+2) | Kroatië                             | 2 – 2 | Slowakije                           | Stadion Gradski vrt, Osijek Toeschouwers: 9.926 Scheidsrechter: Ovidiu Haţegan (ROU) Video-assistent: Marco Di Bello (ITA) |
| 11 oktober WK-kwalificatie Groep H № 313 «onderlinge duels» 20:45 uur (UTC+2) | Andrej Kramarić 25' Luka Modrić 71' |       | 20' Ivan Schranz 45' Lukáš Haraslín | Stadion Gradski vrt, Osijek Toeschouwers: 9.926 Scheidsrechter: Ovidiu Haţegan (ROU) Video-assistent: Marco Di Bello (ITA) |

|                                                                                |                                          |       |                               | |
| 11 november WK-kwalificatie Groep H № 314 «onderlinge duels» 20:45 uur (UTC+1) | Slowakije                                | 2 – 2 | Slovenië                      | Štadión Antona Malatinského, Trnava Toeschouwers: 2.726 Scheidsrechter: Mattias Gestranius (FIN) Video-assistent: Mete Kalkavan (TUR) |
| 11 november WK-kwalificatie Groep H № 314 «onderlinge duels» 20:45 uur (UTC+1) | Ondrej Duda 58' (pen.) David Strelec 74' |       | 18' Miha Zajc 62' Miha Mevlja | Štadión Antona Malatinského, Trnava Toeschouwers: 2.726 Scheidsrechter: Mattias Gestranius (FIN) Video-assistent: Mete Kalkavan (TUR) |

|                                                                                |       | |           | |
| 14 november WK-kwalificatie Groep H № 315 «onderlinge duels» 15:00 uur (UTC+1) | Malta | 0 – 6                                                                                                 | Slowakije | Ta' Qalistadion, Ta' Qali Toeschouwers: 3.293 Scheidsrechter: Fran Jović (CRO) Video-assistent: Duje Strukan (CRO) |
| 14 november WK-kwalificatie Groep H № 315 «onderlinge duels» 15:00 uur (UTC+1) |       | 6' Albert Rusnák 8' Ondrej Duda 16' Albert Rusnák 69' Ondrej Duda 72' Vernon De Marco 80' Ondrej Duda |           | Ta' Qalistadion, Ta' Qali Toeschouwers: 3.293 Scheidsrechter: Fran Jović (CRO) Video-assistent: Duje Strukan (CRO) |

### 2022
|                                                                       |                                              |       |           |                                                                                     |
| 25 maart Vriendschappelijk № 316 «onderlinge duels» 18:00 uur (UTC+1) | Noorwegen                                    | 2 – 0 | Slowakije | Ullevaalstadion, Oslo Toeschouwers: 11.048 Scheidsrechter: Mattias Gestranius (FIN) |
| 25 maart Vriendschappelijk № 316 «onderlinge duels» 18:00 uur (UTC+1) | Erling Braut Haaland 77' Martin Ødegaard 80' |       |           | Ullevaalstadion, Oslo Toeschouwers: 11.048 Scheidsrechter: Mattias Gestranius (FIN) |

|                                                                       |         |                                |           |                                                                                              |
| 29 maart Vriendschappelijk № 317 «onderlinge duels» 18:00 uur (UTC+2) | Finland | 0 – 2                          | Slowakije | Estadio Enrique Roca de Murcia, Murcia Toeschouwers: 1.071 Scheidsrechter: Espen Eskås (NOR) |
| 29 maart Vriendschappelijk № 317 «onderlinge duels» 18:00 uur (UTC+2) |         | 38' Ondrej Duda 72' Erik Jirka |           | Estadio Enrique Roca de Murcia, Murcia Toeschouwers: 1.071 Scheidsrechter: Espen Eskås (NOR) |

|                                                                                |             |                  |           | |
| 3 juni UEFA Nations League Groep C3 № 318 «onderlinge duels» 20:45 uur (UTC+2) | Wit-Rusland | 0 – 1            | Slowakije | Karadjordjestadion, Novi Sad (Servië) Toeschouwers: 0 Scheidsrechter: Stéphanie Frappart (FRA) Video-assistent: Benoît Millot (FRA) |
| 3 juni UEFA Nations League Groep C3 № 318 «onderlinge duels» 20:45 uur (UTC+2) |             | 61' Tomáš Suslov |           | Karadjordjestadion, Novi Sad (Servië) Toeschouwers: 0 Scheidsrechter: Stéphanie Frappart (FRA) Video-assistent: Benoît Millot (FRA) |

|                                                                                |           |                     |            | |
| 6 juni UEFA Nations League Groep C3 № 319 «onderlinge duels» 20:45 uur (UTC+2) | Slowakije | 0 – 1               | Kazachstan | Štadión Antona Malatinského, Trnava Toeschouwers: 4.146 Scheidsrechter: Kristo Tohver (EST) Video-assistent: Fedayi San (SUI) |
| 6 juni UEFA Nations League Groep C3 № 319 «onderlinge duels» 20:45 uur (UTC+2) |           | 26' Aslan Darabajev |            | Štadión Antona Malatinského, Trnava Toeschouwers: 4.146 Scheidsrechter: Kristo Tohver (EST) Video-assistent: Fedayi San (SUI) |

|                                                                                 |              |                |           | |
| 10 juni UEFA Nations League Groep C3 № 320 «onderlinge duels» 20:00 uur (UTC+4) | Azerbeidzjan | 0 – 1          | Slowakije | Dalğa Arena, Bakoe Toeschouwers: 2.967 Scheidsrechter: Donatas Rumšas (LTU) Video-assistent: Andris Treimanis (LVA) |
| 10 juni UEFA Nations League Groep C3 № 320 «onderlinge duels» 20:00 uur (UTC+4) |              | Vladimír Weiss |           | Dalğa Arena, Bakoe Toeschouwers: 2.967 Scheidsrechter: Donatas Rumšas (LTU) Video-assistent: Andris Treimanis (LVA) |

|                                                                                 |                                        |       |                | |
| 13 juni UEFA Nations League Groep C3 № 321 «onderlinge duels» 20:00 uur (UTC+6) | Kazachstan                             | 2 – 1 | Slowakije      | Astana Arena, Nur-Sultan Toeschouwers: 28.745 Scheidsrechter: Bram Van Driessche (BEL) Video-assistent: Rob Dieperink (NED) |
| 13 juni UEFA Nations League Groep C3 № 321 «onderlinge duels» 20:00 uur (UTC+6) | Jan Vorogovskij 18' Elchan Astanov 39' |       | 51' Matúš Bero | Astana Arena, Nur-Sultan Toeschouwers: 28.745 Scheidsrechter: Bram Van Driessche (BEL) Video-assistent: Rob Dieperink (NED) |

|                                                                                      |                         |       |                                           | |
| 22 september UEFA Nations League Groep C3 № 322 «onderlinge duels» 20:45 uur (UTC+2) | Slowakije               | 1 – 2 | Azerbeidzjan                              | Štadión Antona Malatinského, Trnava Toeschouwers: 2.875 Scheidsrechter: William Collum (SCO) Video-assistent: Peter Bankes (ENG) |
| 22 september UEFA Nations League Groep C3 № 322 «onderlinge duels» 20:45 uur (UTC+2) | Erik Jirka 90+3' (pen.) |       | 44' Renat Dadasjov 90+5' Hoccət Haqqverdi | Štadión Antona Malatinského, Trnava Toeschouwers: 2.875 Scheidsrechter: William Collum (SCO) Video-assistent: Peter Bankes (ENG) |

|                                                                                      |                 |       |                 | |
| 25 september UEFA Nations League Groep C3 № 323 «onderlinge duels» 18:00 uur (UTC+2) | Slowakije       | 1 – 1 | Wit-Rusland     | TSC Arena, Bačka Topola (Servië) Toeschouwers: 524 Scheidsrechter: Nikola Dabanović (MNE) Video-assistent: Fran Jović (CRO) |
| 25 september UEFA Nations League Groep C3 № 323 «onderlinge duels» 18:00 uur (UTC+2) | Adam Zreľák 65' |       | 45' Ivan Bachar | TSC Arena, Bačka Topola (Servië) Toeschouwers: 524 Scheidsrechter: Nikola Dabanović (MNE) Video-assistent: Fran Jović (CRO) |

|                                                                          |                                            |       |                                  |                                                                                      |
| 17 november Vriendschappelijk № 324 «onderlinge duels» 18:00 uur (UTC+1) | Montenegro                                 | 2 – 2 | Slowakije                        | Pod Goricomstadion, Podgorica Toeschouwers: 1.109 Scheidsrechter: Irfan Peljto (BIH) |
| 17 november Vriendschappelijk № 324 «onderlinge duels» 18:00 uur (UTC+1) | Stefan Savić 77' Stefan Savić 90+8' (pen.) |       | 15' Dávid Hancko 47' Juraj Kucka | Pod Goricomstadion, Podgorica Toeschouwers: 1.109 Scheidsrechter: Irfan Peljto (BIH) |

|                                                                          |           |       |       |                                                                                               |
| 20 november Vriendschappelijk № 325 «onderlinge duels» 13:30 uur (UTC+1) | Slowakije | 0 – 0 | Chili | Národný futbalový štadión, Bratislava Toeschouwers: 19.757 Scheidsrechter: Ondřej Berka (CZE) |
| 20 november Vriendschappelijk № 325 «onderlinge duels» 13:30 uur (UTC+1) |           |       |       | Národný futbalový štadión, Bratislava Toeschouwers: 19.757 Scheidsrechter: Ondřej Berka (CZE) |

### 2023
|                                                                             |           |       |           | |
| 23 maart EK-kwalificatie Groep J № 326 «onderlinge duels» 20:45 uur (UTC+1) | Slowakije | 0 – 0 | Luxemburg | Štadión Antona Malatinského, Trnava Toeschouwers: 3.523 Scheidsrechter: Rade Obrenovič (SVN) Video-assistent: Matej Jug (SVN) |
| 23 maart EK-kwalificatie Groep J № 326 «onderlinge duels» 20:45 uur (UTC+1) |           |       |           | Štadión Antona Malatinského, Trnava Toeschouwers: 3.523 Scheidsrechter: Rade Obrenovič (SVN) Video-assistent: Matej Jug (SVN) |

|                                                                             |                                   |       |                | |
| 26 maart EK-kwalificatie Groep J № 327 «onderlinge duels» 20:45 uur (UTC+2) | Slowakije                         | 2 – 0 | Bosnië en Her. | Národný futbalový štadión, Bratislava Toeschouwers: 6.052 Scheidsrechter: Marco Di Bello (ITA) Video-assistent: Marco Guida (ITA) |
| 26 maart EK-kwalificatie Groep J № 327 «onderlinge duels» 20:45 uur (UTC+2) | Róbert Mak 13' Lukáš Haraslín 40' |       |                | Národný futbalový štadión, Bratislava Toeschouwers: 6.052 Scheidsrechter: Marco Di Bello (ITA) Video-assistent: Marco Guida (ITA) |

|                                                                          |                               |       |                                  | |
| 17 juni EK-kwalificatie Groep J № 328 «onderlinge duels» 18:45 uur (UTC) | IJsland                       | 1 – 2 | Slowakije                        | Laugardalsvöllur, Reykjavik Toeschouwers: 7.555 Scheidsrechter: Donald Robertson (SCO) Video-assistent: Chris Kavanagh (ENG) |
| 17 juni EK-kwalificatie Groep J № 328 «onderlinge duels» 18:45 uur (UTC) | Alfreð Finnbogason 41' (pen.) |       | 27' Juraj Kucka 70' Tomáš Suslov | Laugardalsvöllur, Reykjavik Toeschouwers: 7.555 Scheidsrechter: Donald Robertson (SCO) Video-assistent: Chris Kavanagh (ENG) |

|                                                                            |               |                   |           | |
| 20 juni EK-kwalificatie Groep J № 329 «onderlinge duels» 20:45 uur (UTC+2) | Liechtenstein | 0 – 1             | Slowakije | Rheinparkstadion, Vaduz Toeschouwers: 2.316 Scheidsrechter: Yigal Frid (ISR) Video-assistent: Daniel Bar Natan (ISR) |
| 20 juni EK-kwalificatie Groep J № 329 «onderlinge duels» 20:45 uur (UTC+2) |               | 45+1' Denis Vavro |           | Rheinparkstadion, Vaduz Toeschouwers: 2.316 Scheidsrechter: Yigal Frid (ISR) Video-assistent: Daniel Bar Natan (ISR) |

|                                                                                |           |                     |          | |
| 8 september EK-kwalificatie Groep J № 330 «onderlinge duels» 20:45 uur (UTC+2) | Slowakije | 0 – 1               | Portugal | Národný futbalový štadión, Bratislava Toeschouwers: 21.473 Scheidsrechter: Glenn Nyberg (SWE) Video-assistent: Pol van Boekel (NED) |
| 8 september EK-kwalificatie Groep J № 330 «onderlinge duels» 20:45 uur (UTC+2) |           | 43' Bruno Fernandes |          | Národný futbalový štadión, Bratislava Toeschouwers: 21.473 Scheidsrechter: Glenn Nyberg (SWE) Video-assistent: Pol van Boekel (NED) |

|                                                                                 |                                              |       |               | |
| 11 september EK-kwalificatie Groep J № 331 «onderlinge duels» 20:45 uur (UTC+2) | Slowakije                                    | 3 – 0 | Liechtenstein | Národný futbalový štadión, Bratislava Toeschouwers: 13.679 Scheidsrechter: Sander van der Eijk (NED) Video-assistent: Jochem Kamphuis (NED) |
| 11 september EK-kwalificatie Groep J № 331 «onderlinge duels» 20:45 uur (UTC+2) | Dávid Hancko 1' Ondrej Duda 3' Róbert Mak 6' |       |               | Národný futbalový štadión, Bratislava Toeschouwers: 13.679 Scheidsrechter: Sander van der Eijk (NED) Video-assistent: Jochem Kamphuis (NED) |

|                                                                               |                                                                      |       |                                        | |
| 13 oktober EK-kwalificatie Groep J № 332 «onderlinge duels» 19:45 uur (UTC+1) | Portugal                                                             | 3 – 2 | Slowakije                              | Estádio do Dragão, Porto Toeschouwers: 46.601 Scheidsrechter: Anastasios Sidiropoulos (GRE) Video-assistent: Aggelos Evangelou (GRE) |
| 13 oktober EK-kwalificatie Groep J № 332 «onderlinge duels» 19:45 uur (UTC+1) | Gonçalo Ramos 18' Cristiano Ronaldo 29' (pen.) Cristiano Ronaldo 72' |       | 69' Dávid Hancko 80' Stanislav Lobotka | Estádio do Dragão, Porto Toeschouwers: 46.601 Scheidsrechter: Anastasios Sidiropoulos (GRE) Video-assistent: Aggelos Evangelou (GRE) |

|                                                                               |           |                 |           | |
| 16 oktober EK-kwalificatie Groep J № 333 «onderlinge duels» 20:45 uur (UTC+2) | Luxemburg | 0 – 1           | Slowakije | Stade de Luxembourg, Luxemburg Toeschouwers: 9.386 Scheidsrechter: José María Sánchez (ESP) Video-assistent: Carlos del Cerro Grande (ESP) |
| 16 oktober EK-kwalificatie Groep J № 333 «onderlinge duels» 20:45 uur (UTC+2) |           | 77' Dávid Ďuriš |           | Stade de Luxembourg, Luxemburg Toeschouwers: 9.386 Scheidsrechter: José María Sánchez (ESP) Video-assistent: Carlos del Cerro Grande (ESP) |

|                                                                                |                                                                              |       |                                         | |
| 16 november EK-kwalificatie Groep J № 334 «onderlinge duels» 20:45 uur (UTC+1) | Slowakije                                                                    | 4 – 2 | IJsland                                 | Národný futbalový štadión, Bratislava Toeschouwers: 21.548 Scheidsrechter: Craig Pawson (ENG) Video-assistent: Chris Kavanagh (ENG) |
| 16 november EK-kwalificatie Groep J № 334 «onderlinge duels» 20:45 uur (UTC+1) | Juraj Kucka 30' Ondrej Duda 36' (pen.) Lukáš Haraslín 47' Lukáš Haraslín 55' |       | 17' Orri Óskarsson 74' Andri Guðjohnsen | Národný futbalový štadión, Bratislava Toeschouwers: 21.548 Scheidsrechter: Craig Pawson (ENG) Video-assistent: Chris Kavanagh (ENG) |

|                                                                                |                             |       |                                      | |
| 19 november EK-kwalificatie Groep J № 335 «onderlinge duels» 20:45 uur (UTC+1) | Bosnië en Herz.             | 1 – 2 | Slowakije                            | Bilino Polje, Zenica Toeschouwers: 3.800 Scheidsrechter: Julian Weinberger (AUT) Video-assistent: Alan Kijas (AUT) |
| 19 november EK-kwalificatie Groep J № 335 «onderlinge duels» 20:45 uur (UTC+1) | Patrik Hrošovský 49' (e.d.) |       | 52' Róbert Boženík 71' Ľubomír Šatka | Bilino Polje, Zenica Toeschouwers: 3.800 Scheidsrechter: Julian Weinberger (AUT) Video-assistent: Alan Kijas (AUT) |

### 2024
|                                                                       |           |                                              |            | |
| 23 maart Vriendschappelijk № 336 «onderlinge duels» 18:00 uur (UTC+1) | Slowakije | 0 – 2                                        | Oostenrijk | Národný futbalový štadión, Bratislava Toeschouwers: 9.912 Scheidsrechter: Trustin Farrugia Cann (MLT) |
| 23 maart Vriendschappelijk № 336 «onderlinge duels» 18:00 uur (UTC+1) |           | 1' Christoph Baumgartner 82' Andreas Weimann |            | Národný futbalový štadión, Bratislava Toeschouwers: 9.912 Scheidsrechter: Trustin Farrugia Cann (MLT) |

|                                                                       |                       |       |                 | |
| 26 maart Vriendschappelijk № 337 «onderlinge duels» 19:00 uur (UTC+1) | Noorwegen             | 1 – 1 | Slowakije       | Ullevaalstadion, Oslo Toeschouwers: 9.099 Scheidsrechter: Giorgi Kroeasjvili (GEO) Video-assistent: Aleko Aptsiaoeri (GEO) |
| 26 maart Vriendschappelijk № 337 «onderlinge duels» 19:00 uur (UTC+1) | Alexander Sørloth 18' |       | 87' Ondrej Duda | Ullevaalstadion, Oslo Toeschouwers: 9.099 Scheidsrechter: Giorgi Kroeasjvili (GEO) Video-assistent: Aleko Aptsiaoeri (GEO) |

|                                                                     |                                                                     |       |            | |
| 5 juni Vriendschappelijk № 338 «onderlinge duels» 18:00 uur (UTC+2) | Slowakije                                                           | 4 – 0 | San Marino | Stadion Wiener Neustadt, Wiener Neustadt Toeschouwers: 452 Scheidsrechter: Julian Weinberger (AUT) |
| 5 juni Vriendschappelijk № 338 «onderlinge duels» 18:00 uur (UTC+2) | Tomáš Rigo 8' Tomáš Suslov 10' Lukáš Haraslín 36' David Strelec 58' |       |            | Stadion Wiener Neustadt, Wiener Neustadt Toeschouwers: 452 Scheidsrechter: Julian Weinberger (AUT) |

|                                                                     |                                                                               |       |       |                                                                                                |
| 9 juni Vriendschappelijk № 339 «onderlinge duels» 20:45 uur (UTC+2) | Slowakije                                                                     | 4 – 0 | Wales | Štadión Antona Malatinského, Trnava Toeschouwers: 6.348 Scheidsrechter: Daniel Stefański (POL) |
| 9 juni Vriendschappelijk № 339 «onderlinge duels» 20:45 uur (UTC+2) | Juraj Kucka 45' Róbert Boženík 56' Ethan Ampadu 60' (e.d.) László Bénes 90+1' |       |       | Štadión Antona Malatinského, Trnava Toeschouwers: 6.348 Scheidsrechter: Daniel Stefański (POL) |

| EK 2024 |
| ------- |

|                                                                         |        |                 |           | |
| 17 juni EK-eindronde Groep E № 340 «onderlinge duels» 18:00 uur (UTC+2) | België | 0 – 1           | Slowakije | Deutsche Bank Park, Frankfurt am Main Toeschouwers: 45.181 Scheidsrechter: Halil Umut Meler (TUR) Video-assistent: Bastian Dankert (GER) |
| 17 juni EK-eindronde Groep E № 340 «onderlinge duels» 18:00 uur (UTC+2) |        | 7' Ivan Schranz |           | Deutsche Bank Park, Frankfurt am Main Toeschouwers: 45.181 Scheidsrechter: Halil Umut Meler (TUR) Video-assistent: Bastian Dankert (GER) |

|                                                                         |                  |       |                                             | |
| 21 juni EK-eindronde Groep E № 341 «onderlinge duels» 15:00 uur (UTC+2) | Slowakije        | 1 – 2 | Oekraïne                                    | Merkur Spiel-Arena, Düsseldorf Toeschouwers: 43.910 Scheidsrechter: Michael Oliver (ENG) Video-assistent: Bastian Dankert (GER) |
| 21 juni EK-eindronde Groep E № 341 «onderlinge duels» 15:00 uur (UTC+2) | Ivan Schranz 17' |       | 54' Mykola Sjaparenko 80' Roman Jaremtsjoek | Merkur Spiel-Arena, Düsseldorf Toeschouwers: 43.910 Scheidsrechter: Michael Oliver (ENG) Video-assistent: Bastian Dankert (GER) |

|                                                                         |                 |       |                         | |
| 26 juni EK-eindronde Groep E № 342 «onderlinge duels» 18:00 uur (UTC+2) | Slowakije       | 1 – 1 | Roemenië                | Deutsche Bank Park, Frankfurt am Main Toeschouwers: 45.033 Scheidsrechter: Daniel Siebert (GER) Video-assistent: Bastian Dankert (GER) |
| 26 juni EK-eindronde Groep E № 342 «onderlinge duels» 18:00 uur (UTC+2) | Ondrej Duda 24' |       | 37' (pen.) Răzvan Marin | Deutsche Bank Park, Frankfurt am Main Toeschouwers: 45.033 Scheidsrechter: Daniel Siebert (GER) Video-assistent: Bastian Dankert (GER) |

|                                                                                |                                      |              |                  | |
| 30 juni EK-eindronde Achtste finale № 343 «onderlinge duels» 18:00 uur (UTC+2) | Engeland                             | 2 – 1 (n.v.) | Slowakije        | Veltins-Arena, Gelsenkirchen Toeschouwers: 47.244 Scheidsrechter: Halil Umut Meler (TUR) Video-assistent: Marco Fritz (GER) |
| 30 juni EK-eindronde Achtste finale № 343 «onderlinge duels» 18:00 uur (UTC+2) | Jude Bellingham 90+5' Harry Kane 91' |              | 25' Ivan Schranz | Veltins-Arena, Gelsenkirchen Toeschouwers: 47.244 Scheidsrechter: Halil Umut Meler (TUR) Video-assistent: Marco Fritz (GER) |

|  |  |  |  |  |  |  |  |  |

|                                                                                     |         |                  |           | |
| 5 september UEFA Nations League Groep C1 № 344 «onderlinge duels» 21:45 uur (UTC+3) | Estland | 0 – 1            | Slowakije | A. Le Coq Arena, Tallinn Toeschouwers: 6.128 Scheidsrechter: Matej Jug (SVN) Video-assistent: Nejc Kajtazović (SVN) |
| 5 september UEFA Nations League Groep C1 № 344 «onderlinge duels» 21:45 uur (UTC+3) |         | 70' Tomáš Suslov |           | A. Le Coq Arena, Tallinn Toeschouwers: 6.128 Scheidsrechter: Matej Jug (SVN) Video-assistent: Nejc Kajtazović (SVN) |

|                                                                                     |                                          |       |              | |
| 8 september UEFA Nations League Groep C1 № 345 «onderlinge duels» 18:00 uur (UTC+2) | Slowakije                                | 2 – 0 | Azerbeidzjan | Košická futbalová aréna, Košice Toeschouwers: 11.435 Scheidsrechter: Damian Sylwestrzak (POL) Video-assistent: Piotr Lasyk (POL) |
| 8 september UEFA Nations League Groep C1 № 345 «onderlinge duels» 18:00 uur (UTC+2) | Ondrej Duda 22' (pen.) David Strelec 26' |       |              | Košická futbalová aréna, Košice Toeschouwers: 11.435 Scheidsrechter: Damian Sylwestrzak (POL) Video-assistent: Piotr Lasyk (POL) |

|                                                                                    |                                     |       |                              | |
| 11 oktober UEFA Nations League Groep C1 № 346 «onderlinge duels» 20:45 uur (UTC+2) | Slowakije                           | 2 – 2 | Zweden                       | Národný futbalový štadión, Bratislava Toeschouwers: 15.381 Scheidsrechter: Maurizio Mariani (ITA) Video-assistent: Aleandro Di Paolo (ITA) |
| 11 oktober UEFA Nations League Groep C1 № 346 «onderlinge duels» 20:45 uur (UTC+2) | David Strelec 44' David Strelec 72' |       | 25' Yasin Ayari 32' Ken Sema | Národný futbalový štadión, Bratislava Toeschouwers: 15.381 Scheidsrechter: Maurizio Mariani (ITA) Video-assistent: Aleandro Di Paolo (ITA) |

|                                                                                    |                    |       |                                                              | |
| 14 oktober UEFA Nations League Groep C1 № 347 «onderlinge duels» 20:00 uur (UTC+4) | Azerbeidzjan       | 1 – 3 | Slowakije                                                    | Tofikh Bakhramovstadion, Bakoe Toeschouwers: 4.269 Scheidsrechter: Rohit Saggi (NOR) Video-assistent: Jochem Kamphuis (NED) |
| 14 oktober UEFA Nations League Groep C1 № 347 «onderlinge duels» 20:00 uur (UTC+4) | Toral Bayramov 38' |       | 15' (e.d.) Rahil Məmmədov 75' Lukáš Haraslín 87' Dávid Ďuriš | Tofikh Bakhramovstadion, Bakoe Toeschouwers: 4.269 Scheidsrechter: Rohit Saggi (NOR) Video-assistent: Jochem Kamphuis (NED) |

|                                                                                     |                                       |       |                  | |
| 16 november UEFA Nations League Groep C1 № 348 «onderlinge duels» 20:45 uur (UTC+1) | Zweden                                | 2 – 1 | Slowakije        | Strawberry Arena, Solna Toeschouwers: 36.417 Scheidsrechter: Mykola Balakin (UKR) Video-assistent: Daniele Chiffi (ITA) |
| 16 november UEFA Nations League Groep C1 № 348 «onderlinge duels» 20:45 uur (UTC+1) | Viktor Gyökeres 3' Alexander Isak 48' |       | 19' Dávid Hancko | Strawberry Arena, Solna Toeschouwers: 36.417 Scheidsrechter: Mykola Balakin (UKR) Video-assistent: Daniele Chiffi (ITA) |

|                                                                                     |                   |       |         | |
| 19 november UEFA Nations League Groep C1 № 349 «onderlinge duels» 20:45 uur (UTC+1) | Slowakije         | 1 – 0 | Estland | Štadión Antona Malatinského, Trnava Toeschouwers: 4.317 Scheidsrechter: Mikkel Redder (DEN) Video-assistent: Jonas Hansen (DEN) |
| 19 november UEFA Nations League Groep C1 № 349 «onderlinge duels» 20:45 uur (UTC+1) | David Strelec 72' |       |         | Štadión Antona Malatinského, Trnava Toeschouwers: 4.317 Scheidsrechter: Mikkel Redder (DEN) Video-assistent: Jonas Hansen (DEN) |

### 2025
|                                                                                   |           |       |          | |
| 20 maart UEFA Nations League Play-offs № 350 «onderlinge duels» 20:45 uur (UTC+1) | Slowakije | 0 – 0 | Slovenië | Národný futbalový štadión, Bratislava Toeschouwers: 12.545 Scheidsrechter: Maurizio Mariani (ITA) Video-assistent: Marco Di Bello (ITA) |
| 20 maart UEFA Nations League Play-offs № 350 «onderlinge duels» 20:45 uur (UTC+1) |           |       |          | Národný futbalový štadión, Bratislava Toeschouwers: 12.545 Scheidsrechter: Maurizio Mariani (ITA) Video-assistent: Marco Di Bello (ITA) |

|                                                                                   |                |              |           | |
| 23 maart UEFA Nations League Play-offs № 351 «onderlinge duels» 20:45 uur (UTC+1) | Slovenië       | 1 – 0 (n.v.) | Slowakije | Stožicestadion, Ljubljana Toeschouwers: 14.076 Scheidsrechter: István Kovács (ROU) Video-assistent: Cătălin Popa (ROU) |
| 23 maart UEFA Nations League Play-offs № 351 «onderlinge duels» 20:45 uur (UTC+1) | Adam Čerin 95' |              |           | Stožicestadion, Ljubljana Toeschouwers: 14.076 Scheidsrechter: István Kovács (ROU) Video-assistent: Cătălin Popa (ROU) |

|                                                                     |                                                                                                   |       |                  |                                                                                   |
| 7 juni Vriendschappelijk № 352 «onderlinge duels» 21:45 uur (UTC+3) | Griekenland                                                                                       | 4 – 1 | Slowakije        | Pankritiostadion, Iraklion Toeschouwers: 18.930 Scheidsrechter: Harm Osmers (GER) |
| 7 juni Vriendschappelijk № 352 «onderlinge duels» 21:45 uur (UTC+3) | Giannis Konstantelias 16' Vangelis Pavlidis 66' Anastasios Douvikas 88' David Hrnčár 90+2' (e.d.) |       | 34' Dávid Hancko | Pankritiostadion, Iraklion Toeschouwers: 18.930 Scheidsrechter: Harm Osmers (GER) |

|                                                                      |                 |       |           |                                                                                     |
| 10 juni Vriendschappelijk № 353 «onderlinge duels» 20:45 uur (UTC+2) | Israël          | 1 – 0 | Slowakije | Nagyerdei-stadion, Debrecen Toeschouwers: 69 Scheidsrechter: Matteo Marchetti (ITA) |
| 10 juni Vriendschappelijk № 353 «onderlinge duels» 20:45 uur (UTC+2) | Yarden Shua 47' |       |           | Nagyerdei-stadion, Debrecen Toeschouwers: 69 Scheidsrechter: Matteo Marchetti (ITA) |

|                                                                                |           |   |           |                                                                                   |
| 4 september WK-kwalificatie Groep A № 354 «onderlinge duels» 20:45 uur (UTC+2) | Slowakije | – | Duitsland | Národný futbalový štadión, Bratislava Toeschouwers: n.n.b. Scheidsrechter: n.n.b. |
| 4 september WK-kwalificatie Groep A № 354 «onderlinge duels» 20:45 uur (UTC+2) |           |   |           | Národný futbalový štadión, Bratislava Toeschouwers: n.n.b. Scheidsrechter: n.n.b. |

|                                                                                |           |   |           |                                                                            |
| 7 september WK-kwalificatie Groep A № 355 «onderlinge duels» 20:45 uur (UTC+2) | Luxemburg | – | Slowakije | Stade de Luxembourg, Luxemburg Toeschouwers: n.n.b. Scheidsrechter: n.n.b. |
| 7 september WK-kwalificatie Groep A № 355 «onderlinge duels» 20:45 uur (UTC+2) |           |   |           | Stade de Luxembourg, Luxemburg Toeschouwers: n.n.b. Scheidsrechter: n.n.b. |

|                                                                               |               |   |           |                                                                   |
| 10 oktober WK-kwalificatie Groep A № 356 «onderlinge duels» 19:45 uur (UTC+1) | Noord-Ierland | – | Slowakije | Windsor Park, Belfast Toeschouwers: n.n.b. Scheidsrechter: n.n.b. |
| 10 oktober WK-kwalificatie Groep A № 356 «onderlinge duels» 19:45 uur (UTC+1) |               |   |           | Windsor Park, Belfast Toeschouwers: n.n.b. Scheidsrechter: n.n.b. |

|                                                                               |           |   |           |                                                                                 |
| 13 oktober WK-kwalificatie Groep A № 357 «onderlinge duels» 20:45 uur (UTC+2) | Slowakije | – | Luxemburg | Štadión Antona Malatinského, Trnava Toeschouwers: n.n.b. Scheidsrechter: n.n.b. |
| 13 oktober WK-kwalificatie Groep A № 357 «onderlinge duels» 20:45 uur (UTC+2) |           |   |           | Štadión Antona Malatinského, Trnava Toeschouwers: n.n.b. Scheidsrechter: n.n.b. |

|                                                                                |           |   |               |                                                                             |
| 14 november WK-kwalificatie Groep A № 358 «onderlinge duels» 20:45 uur (UTC+1) | Slowakije | – | Noord-Ierland | Košická futbalová aréna, Košice Toeschouwers: n.n.b. Scheidsrechter: n.n.b. |
| 14 november WK-kwalificatie Groep A № 358 «onderlinge duels» 20:45 uur (UTC+1) |           |   |               | Košická futbalová aréna, Košice Toeschouwers: n.n.b. Scheidsrechter: n.n.b. |

|                                                                                |           |   |           |                                                                     |
| 17 november WK-kwalificatie Groep A № 359 «onderlinge duels» 20:45 uur (UTC+1) | Duitsland | – | Slowakije | Red Bull Arena, Leipzig Toeschouwers: n.n.b. Scheidsrechter: n.n.b. |
| 17 november WK-kwalificatie Groep A № 359 «onderlinge duels» 20:45 uur (UTC+1) |           |   |           | Red Bull Arena, Leipzig Toeschouwers: n.n.b. Scheidsrechter: n.n.b. |

SFZ · A-internationals · Bondscoaches · Statistieken · Slowaaks vrouwenelftal · Olympisch elftal · Slowakije U21 · Slowakije U20 · Slowakije U19 · Slowakije U18 · Slowakije U17 · Slowakije U16
1939 – 1944 · 1992 – 1999 · 2000 – 2009 · 2010 – 2019 · 2020 − 2029
EK's: 2016 · 2020 · 2024
WK's: 2010
OS: 2000
1939 · 1940 · 1941 · 1942 · 1943 · 1944 · 1945–1991 · 1992 · 1993 · 1994 · 1995 · 1996 · 1997 · 1998 · 1999 · 2000 · 2001 · 2002 · 2003 · 2004 · 2005 · 2006 · 2007 · 2008 · 2009 · 2010 · 2011 · 2012 · 2013 · 2014 · 2015 · 2016 · 2017 · 2018 · 2019 · 2020 · 2021
Algerije · 
Andorra · 
Argentinië ·
Armenië · 
Australië · 
Azerbeidzjan · 
België · 
Bolivia · 
Bosnië en Herzegovina · 
Brazilië · 
Bulgarije · 
Chili · 
Colombia · 
Costa Rica · 
Cyprus · 
Denemarken · 
Duitsland · 
Egypte · 
Engeland · 
Estland · 
Faeröer · 
 Finland · 
Frankrijk · 
Georgië · 
Gibraltar · 
Griekenland · 
Guatemala · 
Hongarije · 
Ierland · 
IJsland · 
Iran · 
Israël · 
Italië · 
Japan · 
Joegoslavië · 
Jordanië · 
Kameroen · 
Kazachstan ·
Koeweit ·
Kroatië · 
Letland · 
Libanon ·
Liechtenstein · 
Litouwen ·
Luxemburg · 
Malta · 
Marokko · 
Mexico ·
Moldavië · 
Montenegro ·
Nederland · 
Nieuw-Zeeland · 
Noord-Ierland ·
Noord-Macedonië ·
Noorwegen ·
Oeganda · 
Oekraïne · 
Oezbekistan · 
Oostenrijk · 
Paraguay · 
Peru · 
Polen · 
Portugal · 
Roemenië · 
Rusland · 
San Marino · 
Saoedi-Arabië · 
Schotland · 
Servië en Montenegro ·
Slovenië · 
Spanje · 
Thailand · 
Tsjechië · 
Turkije · 
Verenigde Arabische Emiraten · 
Verenigde Staten · 
Wales · 
Wit-Rusland · 
Zuid-Korea · 
Zweden · 
Zwitserland
Engeland (2016) ·
Nieuw-Zeeland (2010) · 
Polen (2021) · 
Rusland (2016) · 
Spanje (2021) · 
Wales (2016) · 
Zweden (2021)
CONMEBOL: Argentinië · Bolivia · Brazilië · Chili · Colombia · Ecuador · Paraguay · Peru · Uruguay · Venezuela

UEFA: Albanië · Andorra · Armenië · Azerbeidzjan · België · Bosnië en Herzegovina · Bulgarije · Cyprus · Denemarken · Duitsland · Engeland · Estland · Faeröer · Finland · Frankrijk · Georgië · Gibraltar · Griekenland · Hongarije · IJsland · Ierland · Israël · Italië · Kazachstan · Kosovo · Kroatië · Letland · Liechtenstein · Litouwen · Luxemburg · Malta · Moldavië · Montenegro · Nederland · Noord-Ierland · Noord-Macedonië · Noorwegen · Oekraïne · Oostenrijk · Polen · Portugal · Roemenië · Rusland · San Marino · Schotland · Servië · Slovenië · Slowakije · Spanje · Tsjechië · Turkije · Wales · Wit-Rusland · Zweden · Zwitserland

AFC: Australië · China · Irak · Iran · Japan · Libanon · Oezbekistan · Oman · Qatar · Saoedi-Arabië · Syrië · Verenigde Arabische Emiraten · Vietnam · Zuid-Korea

CAF: Algerije · Burkina Faso · Congo-Kinshasa · Egypte · Ghana · Ivoorkust · Kaapverdië · Kameroen · Mali · Marokko · Nigeria · Senegal · Tunesië · Zuid-Afrika

CONCACAF: Canada · Costa Rica · Curaçao · El Salvador · Honduras · Jamaica · Mexico · Panama · Suriname · Verenigde Staten

OFC: Nieuw-Zeeland